# 내가 사랑하는 너
《내가 사랑하는 너》는 MBC에서 2003년 9월 5일에 방영된 베스트극장이다.

## 줄거리
사랑하기 위해서 서로에게 잣대를 댈 수 있을까? 결혼 정보 회사에 수십만원씩 내고 가입해서 맞선을 보는 사람들은 사람 자체보다는 그에게 붙은 조건을 보는 것이 일반적이다. 비단 그들뿐이랴. 우리 모두는 은연중에 상대방을 보는데 세상의 조건을 가져다 댄다. 여기 그 잣대에 자신을 맞추기 위해 애를 쓰는 여자가 있다. 명품으로 치장하고 거짓 신분으로 남자를 찾는다. 지극히 자유분방하며 또한 공허한 삶을 사는 그녀는 고전적인 사랑을 하는 남자를 만나 삶을 돌이켜보게 된다. 상대방을 있는 그대로 받아들이고 자기를 희생하는 것이 순수한 의미의 사랑이 아닐까. 세상 속에 이런 사랑도 있다는 사실을 말하고 싶다.

## 등장 인물

### 주요 인물
- 류승수 : 정호석 역
- 한혜진 : 이주홍 역

### 그 외 인물
- 임대호
- 권형준
- 김흥수
- 최자혜
- 백종현
- 이승찬
- 신준영
- 유진수 (아역)